# Ferryhill
Ferryhill è un paese di 8 942 abitanti della contea di Durham, in Inghilterra.